# Heitor Villa-Lobos
Heitor Villa-Lobos (phát âm tiếng Bồ Đào Nha: [ejˌtoʁ ˌvilɐ ˈlobus]; sinh ngày 5 tháng 3 năm 1887 tại Rio de Janeiro - mất 17 tháng 11 năm 1959 tại Rio de Janeiro) là nhà soạn nhạc, nhạc trưởng, nhà sưu tầm âm nhạc dân gian, nhà sư phạm người Brazil. Ông là một trong những nhà soạn nhạc xuất sắc của Brazil nói riêng và khu vực Mỹ Latin nói chung trong thế kỷ 20. Ông đã trở thành nhà soạn nhạc Mỹ La Tinh nổi tiếng nhất và quan trọng nhất cho đến nay.

## Cuộc đời và sự nghiệp
Heitor Villa-Lobos tham gia biểu diễn âm nhạc khi mới có 12 tuổi, chơi cello trong dàn nhạc opera và giao hưởng của Rio de Janeiro, nhưng không được học nhạc chuyên sâu và có hệ thống. Từ năm 1905, Villa-Lobos bắt đầu nghiên cứu và thu thập dân ca, dân vũ Brazil. Ông cũng có một thời gian sống ở châu Âu, chủ yếu là Paris, làm nhạc trưởng đi lưu diễn ở nhiều nước. Từ năm 1931, ông chính phủ Brazil trao quyền đứng ra thiết lập một hệ thống giáo dục âm nhạc thống nhất. Viện Hàn lâm Âm nhạc Brazil được thành lập là nhờ sáng kiến của ông, và ông là giám đốc của viện. Năm 1942, ông thành lập Nhạc viện Quốc gia về hát hơp xướng.

## Phong cách sáng tác
Âm nhạc của Villa-Lobos mang chất dân gian, những rất hiếm khi ông sử dụng, trích dẫn dân ca, mà dựa vào tiết tấu và màu sắc để tạo âm nhạc hương vị Brazil. Là nhà giai điệu và là người theo chủ nghĩa lãng mạn, ông sử dụng hình thức choro của dân gian làm cơ sở cho hàng loạt tác phẩm, cho những lối kết hơp nhạc cụ và giọng điệu, tạo nên màu sắc dân tộc đặc trưng.

## Các tác phẩm
Villa-Lobos để lại 5 vở opera; 15 vở ballet; những tác phẩm tôn giáo gồm bản mixa lớn Missa Sao Sebasto, chín bản Bachianas Brasileiras, 16 bản Chôrus; 11 bản giao hưởng; các bản giao hưởng thơ; các bản concerto; 10 bản tứ tấu đàn dây; những tiểu phẩm cho guitar, cho piano, các ca khúc. Tông cộng ông để lại 1500 tác phẩm lớn nhỏ.